# Storebrand
Die Storebrand ASA ist ein Finanzunternehmen aus Norwegen mit Hauptsitz in Oslo. Das Unternehmen ist an der Osloer Börse im OBX Index gelistet.
Storebrand ist vorwiegend in den Bereichen Lebensversicherungen, Investment und Bankgeschäften tätig.
Das Unternehmen Storebrand reicht zurück bis in das Jahr 1767, als das Unternehmen Den almindelige Brand-Forsikrings-Anstalt gegründet wurde.